# Cars (jogo eletrônico)
Cars é um jogo eletrônico que foi baseado no filme da Pixar Animation Studios e está dísponível para Game Boy Advance, GameCube, Microsoft Windows, Nintendo DS, PlayStation 2, PlayStation Portable, Xbox, Xbox 360 e Wii. Considera-se também que o jogo se passa após os eventos do filme.

## Jogabilidade
O jogo se passa na cidade fictícia de Radiator Springs, assim como o filme. O jogador deve competir em 19 corridas de estrada, 8 minijogos e 5 corridas da copa pistão para ajudar o Relâmpago McQueen a vencer seu primeiro título da Copa Pistão. O jogo é ambientado em um mundo aberto nos moldes de "Need for Speed", "Grand Theft Auto" e "Midnight Club" e apresenta dez personagens jogáveis do filme, todos dublados pelo elenco vocal original. O jogo também possui vários minijogos, itens para o jogador coletar e várias pinturas para customizar os carros.

## Fases do Modo História

### Capítulo 1
- Radiator Springs Grand Prix: McQueen corre pela estrada com Doc, Sally, Ramone e um novo personagem, Fletcher. No final, tudo não passa de um sonho.

- Radiator Cap Circuit: Relâmpago vai ao Café V8 e conhece o britânico Fletcher e seu colega Gerald, que o convidam para uma corrida. Logo, os mexicanos-espanhóis El Guapo e Papo se juntam a competição.

- Lizzie's Postcard Hunt: McQueen vai visitar Lizzie em sua loja e encontra alguns cartões-postais que ela diz ter encontrado há muito tempo. Devido a um movimento desastroso do carro de corrida, aciona o ventilador e os cartões-postais voam por aí. Assim, Relâmpago se oferece para procurar.

- Sally's Sunshine Circuit: Sally encontra McQueen em seu motel. Mia e Tia, maiores fãs de Relâmpago, o encontram também, muito entusiasmadas em verem seu ídolo, querendo dirigir por aí com ele. Então Sally sugere uma corrida de 3 voltas, na qual o vencedor dirige com o estreante. Até Flo entra nessa.

- Tractor Tipping: Relâmpago chama seu amigo Mate para ir assustar alguns tratores. Desviando das luzes de Frank e de postes de luz, Mate buzina na frente dos bovinos mecânicos.

- Doc's Lesson: Powerslide: McQueen encontra Doc no Deserto de Willy, onde revê o método de virar a esquerda para contornar a direita na terra.

- Doc's Challenge: Depois de ver Relâmpago correr na pista, Doc resolve desafiá-lo em uma competição de velocidade. Logo após, McQueen vê seu rival Chick espionando-o correndo com o velho médico.

- Palm Mile Speedway: McQueen e Mack vão para a primeira corrida da nova Copa Pistão.

### Capítulo 2
- Boostin' with Fillmore: Relâmpago prova uma nova fórmula de gasolina orgânica, preparada por Fillmore.

- Luigi to the Rescue: Luigi vai "resgatar" alguns pneus e calotas no chão, segundo McQueen.

- North Desert Dash: El Guapo exibe suas rodas douradas, as quais ele acredita que sejam seu "amuleto da sorte" nas corridas.

- Sarge's Boot Camp:

## Elenco
- Owen Wilson - Relâmpago McQueen
- Larry the Cable Guy - Tom Mate
- Bonnie Hunt - Sally Carrera
- Paul Newman - Doc Hudson
- Cheech Marin - Ramone
- George Carlin - Fillmore
- Lindsey Collins - Mia
- Elyssa Knight - Tia
- Michael Keaton - Chick Hicks
- Richard Petty - Strip "O Rei" Weathers
- Jenifer Lewis - Flo
- Tony Shalhoub - Luigi
- Michael Wallis - Xerife
- Katherine Helmond - Lizzie
- Guido Quaroni - Guido
- Richard Kind - Van
- Edie McClurg - Minny
- Corey Burton - Fletcher
- E.J Holowicki - DJ
- Michael Brandon - The Crippler
- Jonas Rivera - Boost
- Lou Romano - Snot Rod
- Adrian Ochoa - Wingo
- Steve Purcell - Gerald
- Rafael Sigler - Papo
- Bill Farmer - Tommy Joe, Buford
- James Patrick Stuart - Zeke, Lewis, Cletus
- Keith Ferguson e Brian George - Corredores da Copa Pistão
- Alex Reymundo - El Guapo
- Joel McCrary - Ginormous
- Jerry DeCapua - Vince
- Quinton Flynn - Sonny
- Rob Izenberg - Barry
- Greg Baldwin - Lenny
- Dee Bradley Baker - Count Spatula